# 5028 Halaesus
5028 Halaesus (1988 BY1) là một Trojan của Sao Mộc được phát hiện ngày 23 tháng 1 năm 1988 bởi Shoemaker, C. S. ở Palomar.